# Alexander I van Schotland
Alexander I (Schots-Gaelisch: Alasdair mac Maíl Choluim) (ca 1078 – Stirling Castle, ca 23 april 1124) was koning van Schotland 1107-1124. Hij was een zoon van Malcolm III en Margaretha van Schotland.
In 1107 volgde hij zijn broer Edgar op als koning der Schotten, maar de overleden koning had bepaald dat hij alleen de gebieden ten noorden van de rivieren Fife en Clyde zou regeren, terwijl de gebieden ten zuiden daarvan, Lothian en Cumbria als graafschappen aan zijn broer David zouden vallen. Zonder succes poogde Alexander de gebieden te herenigen.
Rond 1107 huwde Alexander I met Sybilla van Normandië, onwettige dochter van koning Hendrik I van Engeland. Het huwelijk bleef kinderloos.
Alexander stierf tussen 23 en 27 augustus 1124 en liet minstens één onwettige zoon na. Hij werd begraven in de abdij van Dunfermline en werd opgevolgd door zijn broer David I.